# Infoesfera
Infoesfera es un neologismo compuesto de información y esfera.
El primer uso documentado de la palabra en inglés InfoSphere fue en una revisión de un libro en 1971 por la revista Time por R.Z. Sheppard en la cual él escribe "En la misma forma en que un pez no puede conceptualizar el agua o las aves el aire, el hombre apenas entiende su infoesfera, esa envolvente capa de esmog electrónico y tipográfico compuesto de clichés del periodismo, entretenimiento, publicidad y gobierno".
En 1980 fue usada por Alvin Toffler en su libro La tercera ola en el cual escribe "Lo que es inevitablemente claro, lo que sea que elijamos creer, es que estamos alterando nuestra infoesfera fundamentalmente... estamos añadiendo un nuevo estrato de comunicación al sistema social. La emergente infoesfera de la Tercera Ola hace que la de la era de la Segunda Ola - dominada por sus medios de comunicación masivos, la oficina de correos, y el teléfono - parezca totalmente primitiva en contraste".
La definición de Toffler probó ser profética ya que el uso de "infoesfera" en los años 1990 se expandió más allá de los medios de comunicación para especular sobre la evolución común del Internet, la sociedad y la cultura.
En su libro "Digital Dharma," Steven Vedro escribe que "Emergiendo de lo que el filósofo-sacerdote francés Pierre Teilhard de Chardin llamó la noosfera compartida del pensamiento humano colectivo, la invención y la búsqueda espiritual, la infoesfera es a veces utilizada para conceptualizar un campo que envuelve nuestros cuerpos físicos, mentales y etéricos; afecta nuestros sueños y nuestra vida cultural. Nuestro sistema nervioso en evolución ha sido extendido, como el erudito de los medios de comunicación Marshall McLuhan predijo a principios de los años 1960, dentro de una aceptación global".
El término fue usado por Dan Simmons en la saga de ciencia ficción Hyperion publicada en 1989 para indicar lo que el Internet se volvería en el futuro: un lugar paralelo, virtual, formado de miles de millones de redes, con "vida artificial" en varias escalas, desde lo que es equivalente a un insecto (pequeños programas) hasta lo que es equivalente a un dios (inteligencias artificiales), cuyas motivaciones son diversas, buscando tanto ayudar a la humanidad como dañarla.
La palabra ha sido usada también por Luciano Floridi, basándose en biosfera, para denotar el entorno informativo en conjunto constituido por todas las entidades informativas (así como incluyendo agentes informativos), sus propiedades, interacciones, procesos y relaciones mutuas. Es un ambiente comparable, pero diferente del ciberespacio (el cual es únicamente una de sus subregiones, por decirlo así), debido a que también incluye espacios fuera de línea y análogos de información. De acuerdo a Floridi, es posible igualar la infoesfera a la totalidad del ser. Esta ecuación la lleva a una ontología informativa.

## Otros usos
En la serie de dibujos animados Futurama, la infoesfera es una enorme esfera flotando en el espacio, en la cual una especie de cerebros gigantes, parlantes y flotantes intenta almacenar toda la información conocida en el universo.
El grupo de software de IBM creó la IBM InfoSphere en 2008, un conjunto de herramientas para la integración y gestión de la información de sus productos de software.